# Menón

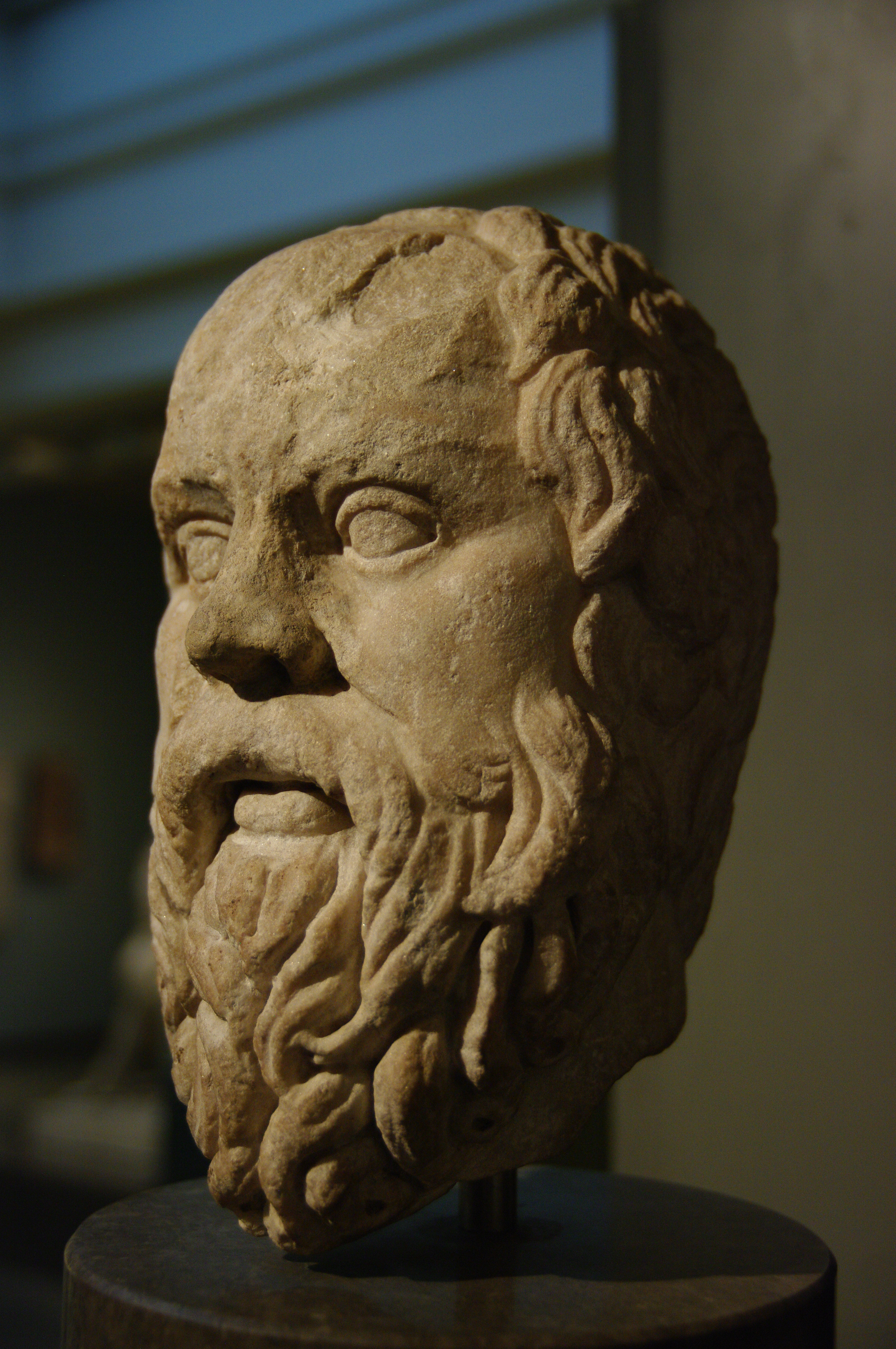
Busto de Sócrates, copia romana de un original griego tardío. Museo Británico, Londres.

Menón (en griego, Μένων), también llamado Menón o de la Virtud, es un diálogo de Platón que se vincula al Protágoras. Contiene una reflexión sobre la esencia de la naturaleza de la virtud (ἀρετή) y habla sobre la posibilidad para enseñarla y los problemas relativos a cómo se puede obtener a través de la teoría del conocimiento.

## Cronología
La datación absoluta del diálogo resulta bastante incierta, puesto que las referencias que contiene a diversos sucesos históricos pueden interpretarse de formas muy variadas y contradictorias.
Los especialistas se han apoyado en la presencia de ciertos temas pitagóricos como la inmortalidad del alma, la doctrina de la reencarnación y el uso de la geometría, para señalar que la obra es posterior al primer viaje de Platón al sur de Italia, en el año 387 a. C., en el que el autor habría entrado en contacto con los expositores de dichas doctrinas. Esta datación no es unánime: otras fuentes señalan que el Menón, el Gorgias, e incluso el Fedón fueron redactados antes de dicho viaje, y Platón habría tenido noticias de los temas pitagóricos a través de las comunidades pitagóricas existentes en la Grecia continental.
Aun cuando no existe en el texto ninguna referencia clara a otros diálogos, y tampoco exista una referencia explícita al Menón en el resto de la obra platónica; y a pesar de que se considera parcialmente desacreditado el uso de criterios doctrinales-temáticos para ordenar los diálogos platónicos, se han hecho muchas consideraciones al respecto. La proximidad con los diálogos de juventud son evidentes, si se observa que en el Menón se ocupa de la virtud y su definición, como en el Laques, el Lisis, el Cármides, el Eutidemo o el Protágoras. La diferencia notable es que en el Menón Sócrates insiste en ocuparse de la virtud en general, abandonando el tema de las virtudes particulares, de las que se ocupó en los diálogos mencionados. Por otra parte, la introducción de la teoría de la reminiscencia y del método hipotético, además de los resultados de los modernos estudios lingüísticos de índole estadístico-estilométricos, lo muestran cercano al grupo de obras de madurez: el Fedón, la República, el Banquete y el Fedro, pero anterior a estos, puesto que en el diálogo no hay todavía una formulación de la teoría de las Formas.
Debido a este tipo de consideraciones se lo ubica en un estadio intermedio entre las obras de juventud y de madurez del filósofo, en relación estrecha con el Eutidemo y el Gorgias, aproximadamente entre los años 386 y 382 a. C.

## La reminiscencia y su relación con el conocimiento
Después de definir la virtud como “procurar y gozar de las cosas hermosas con justicia y moderación”, se prosigue a hablar sobre la reminiscencia porque esta definición no queda muy clara. En ese momento Menon se pregunta “¿Cómo va a definir algo que ni siquiera saben que es?”. Para responder esta pregunta, Sócrates usa el concepto del “alma inmortal” porque todo lo que aprendemos en nuestra antigua vida viaja y termina volviendo a un nuevo cuerpo pero el alma que ha viajado sigue siendo el mismo, gracias a que se mantiene después lograremos recordar lo que aprendimos en nuestra antigua vida. Ejemplificando este concepto, llaman a un esclavo para entender mejor. Le piden que dibuje cuadrados en el piso, mediante los cuadrados siguen apareciendo, le hacen una pregunta matemática que logra recordar a pesar de no haber recibido educación para adquirir esta información porque nuestro alma ya sabe lo que buscamos conocer, solo hay que recordarlo.

### Ediciones y traducciones
- Ioannes Burnet, ed. (1902). Platonis Opera - Recognovit brevique addnotatione critica instruxit Ioannes Burnet - Tomus III tetralogiam V-VII continens. Londres: Oxford University Press.

- Platón (1958, Reimp. 1970). Menón. Estudio crítico, traducción y notas por Antonio Ruiz de Elvira. Madrid: Instituto de Estudios Políticos.

- Platón (2003). Diálogos. Obra completa en 9 volúmenes. Volumen II: Gorgias. Menéxeno. Eutidemo. Menón. Crátilo. Traducción del Menón por Francisco Olivieri. Madrid: Editorial Gredos. ISBN 978-84-249-0887-4.

- Platón (2008). Laques. Menón. Introducción, traducción y notas de Marisa Divenosa. Buenos Aires: Editorial Losada. ISBN 978-950-03-9566-3.

### Estudios
- Jaeger, Werner (ed. alem. 1933, esp. 1942, 2º ed. en un volumen 1962.). «Libro tercero: En busca del centro divino. Cap VIII: El Menón - El nuevo concepto del saber». Paideia: los ideales de la cultura griega. (título original Paideia, Die Formung des Griechischen Menschen), traducción de Joaquín Zirau (2ª edición). Madrid: Fondo de Cultura Económica. pp. 197 - 214. ISBN 950-557-175-5.

- Guthrie, William Keith Chambers (ed. ing. Cambridge University Press 1962, ed. esp. 1990). Historia de la filosofía griega. IV: Platón. El hombre y sus diálogos: primera época)(título original A History of Greek Philosophy, Plato. The Man and his Dialogues: Earlier Period. Madrid: Editorial Gredos. ISBN 84-249-1440-6.